# Eusarima contorta
Eusarima contorta är en insektsart som beskrevs av Yang 1994. Eusarima contorta ingår i släktet Eusarima och familjen sköldstritar. Inga underarter finns listade i Catalogue of Life.